# Flandria

A flamand oroszlán – a régió hivatalos zászlója

Flandria régió elhelyezkedése Belgiumban, a térképen bordó színnel jelölve

Flandria vagyis a Flamand régió (hollandul Vlaams Gewest vagy Vlaanderen) a Belga Királyság egyik hivatalos régiója. Belgium északi részét foglalja el mintegy 13 522 km² (Belgium 44,29%-a) területtel.
A történelmi Flandria vagy Flamand grófság területe magában foglalta a mai Belgium, Észak-Franciaország és Dél-Hollandia egyes területeit is. Napjainkban a Flandria megnevezést használják a belgiumi flamand közösségre is (amely magában foglalja Brüsszel városát is).
A "Francia Flandria" (franciául: La Flandre française; hollandul: Frans-Vlaanderen) megnevezés a Franciaország északi részén, a Nord-Pas-de-Calais régióban található Nord département-ra vonatkozik, amely korábban a Flamand grófság része volt. A terület a Habsburg-fennhatóság alatt álló Németalföld részét képezte egészen a 17. sz. végéig, de a francia király és a Habsburgok között született 1659, 1668, és 1678-as szerződések értelmében XIV. Lajos uralma alá került.
A "Tengermenti Flandria" (hollandul Zeeuws-Vlaanderen) megnevezés a hollandiai Zeeland tartomány részére utal, amely korábban szintén a Flamand grófság része volt.

## Jelentései

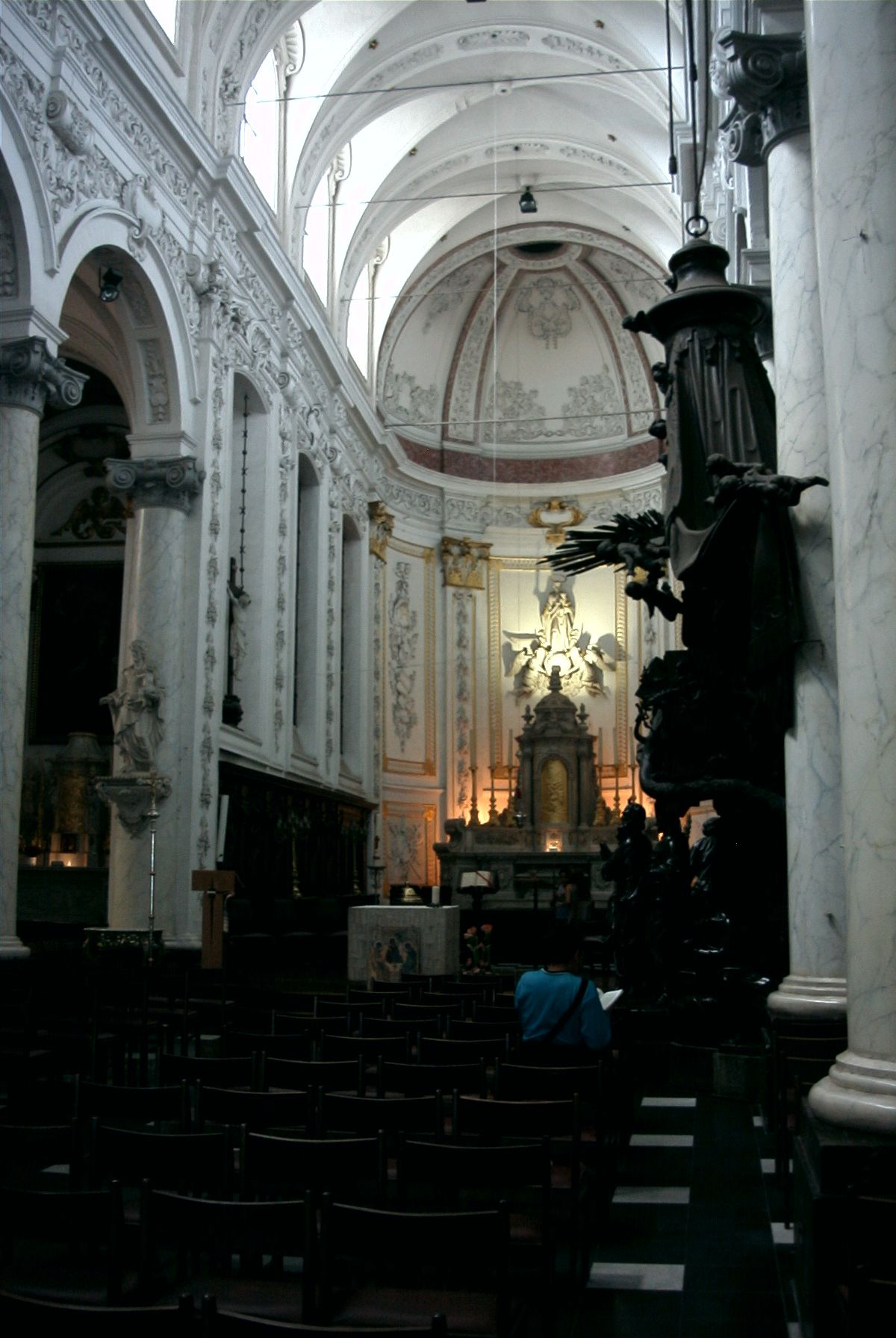
Templombelső. Brüsszel, városközpont

A szónak eredeti formájában (Vlaanderen) elárasztott, vízzel borított föld jelentése volt. A történelem során a Flandria megnevezés jelentése, illetve a Flandriához tartozó területek jelentős változásokon mentek keresztül. A középkorban a Flamand grófságra, illetve annak területeire használták. A grófság felosztása, illetve a flamand grófok befolyásának csökkenésével párhuzamosan egyre inkább Németalföld déli részére használták. A 19. század végére, Belgium függetlenné válása után kialakult jelentéstartalom a tengerparti De Panne városától Maasmechelenig terjedő területet takarta, beleértve a Brabanti és Limburgi Hercegség területeit is.
A Flandria szónak (hollandul: Vlaanderen) a mai Belgiumban, illetve a flamand nyelvben szövegkörnyezettől függően több jelentése is lehet:
- legáltalánosabb értelmében Belgium flamand nemzetiségű lakosainak összességére, kulturális és társadalmi értelemben vett flamand népre utal,
- leggyakoribb jelentése szerint a Flamand Régióra (hollandul: Vlaams Gewest) utal, amely a Belgiumot alkotó három szövetségi régió egyike,
- kevésbé általánosan használt jelentése szerint a Flamand Közösségre (hollandul: Vlaamse Gemeenschap) utal, amely magában foglalja az egynyelvű Flamand Régiót és a hivatalosan is kétnyelvű Brüsszel régiót,
- bizonyos esetekben a történelmi Flandriára, azaz a Flamand grófságra utal, amely magában foglalta Kelet- és Nyugat-Flandria tartományokat, Francia és a Tengermenti Flandria területeit, valamint a Romans-Flandria (hollandul: Romaans-Vlaanderen, franciául Flandre romane vagy Flandre gallicante) tartományát is.

## Politika
Rögtön megalakulása után a régió transzferálta minden alkotmányos hatáskörét a flamand közösségnek. A jelenlegi flamand hatóság (Flamand parlament, Flamand kormány) így minden flamand egyént reprezentál, beleértve a Brüsszel-Fővárosi Régióban élőket is. Ezen felül a Flamand Régiót a Flamand Közösség Intézményei irányítják. Mindazonáltal a Flamand Közösségi Parlamentnek, melyet a Brüsszeli-Fővárosi Régióban választanak meg, nincs joga hogy szavazzon a flamand regionális ügyekben.

## Közigazgatási beosztás

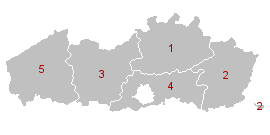
Az öt flamand tartomány elhelyezkedése Flandrián belül

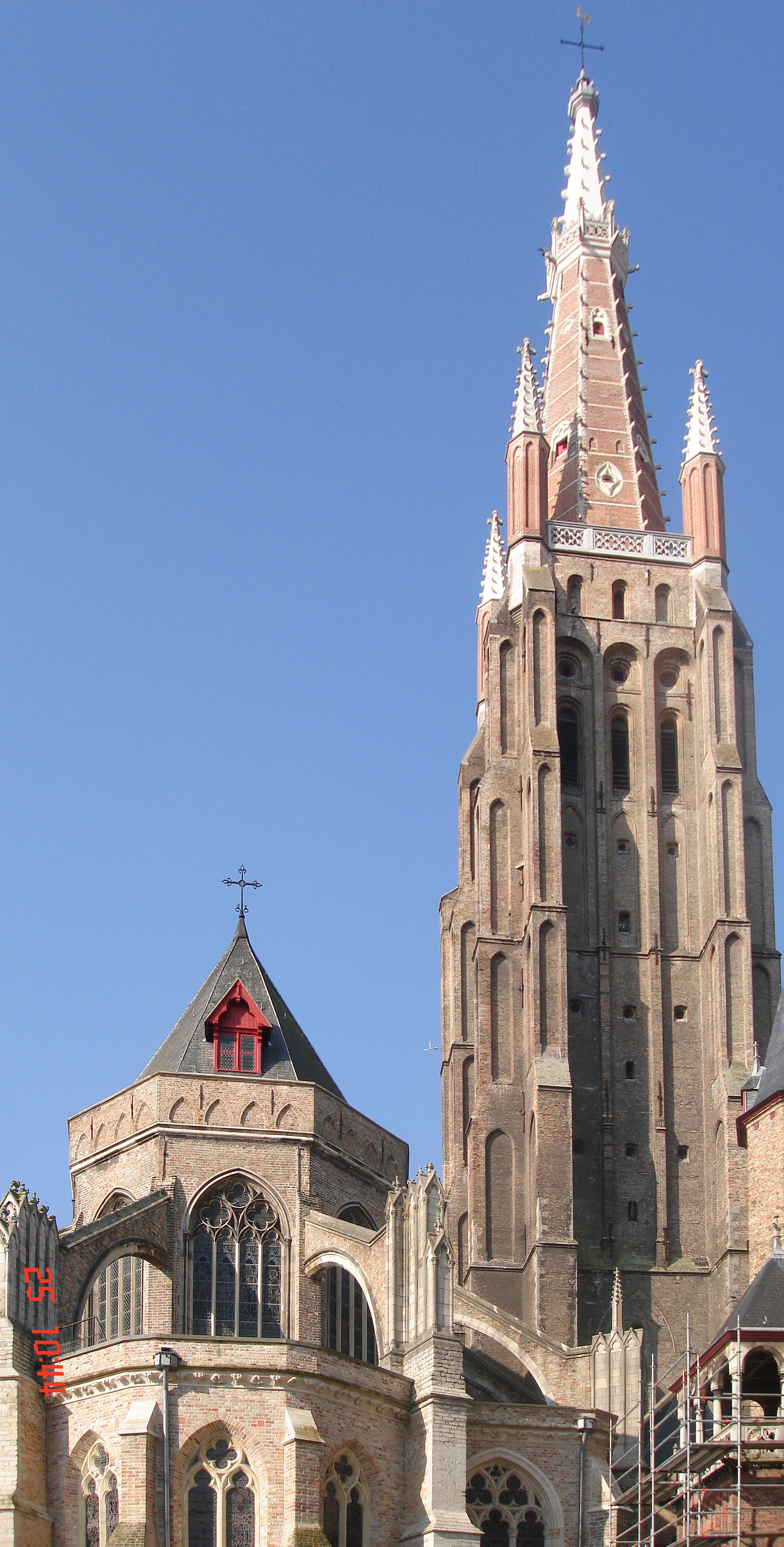
Onze Lieve Vrouwekerk, Brugge

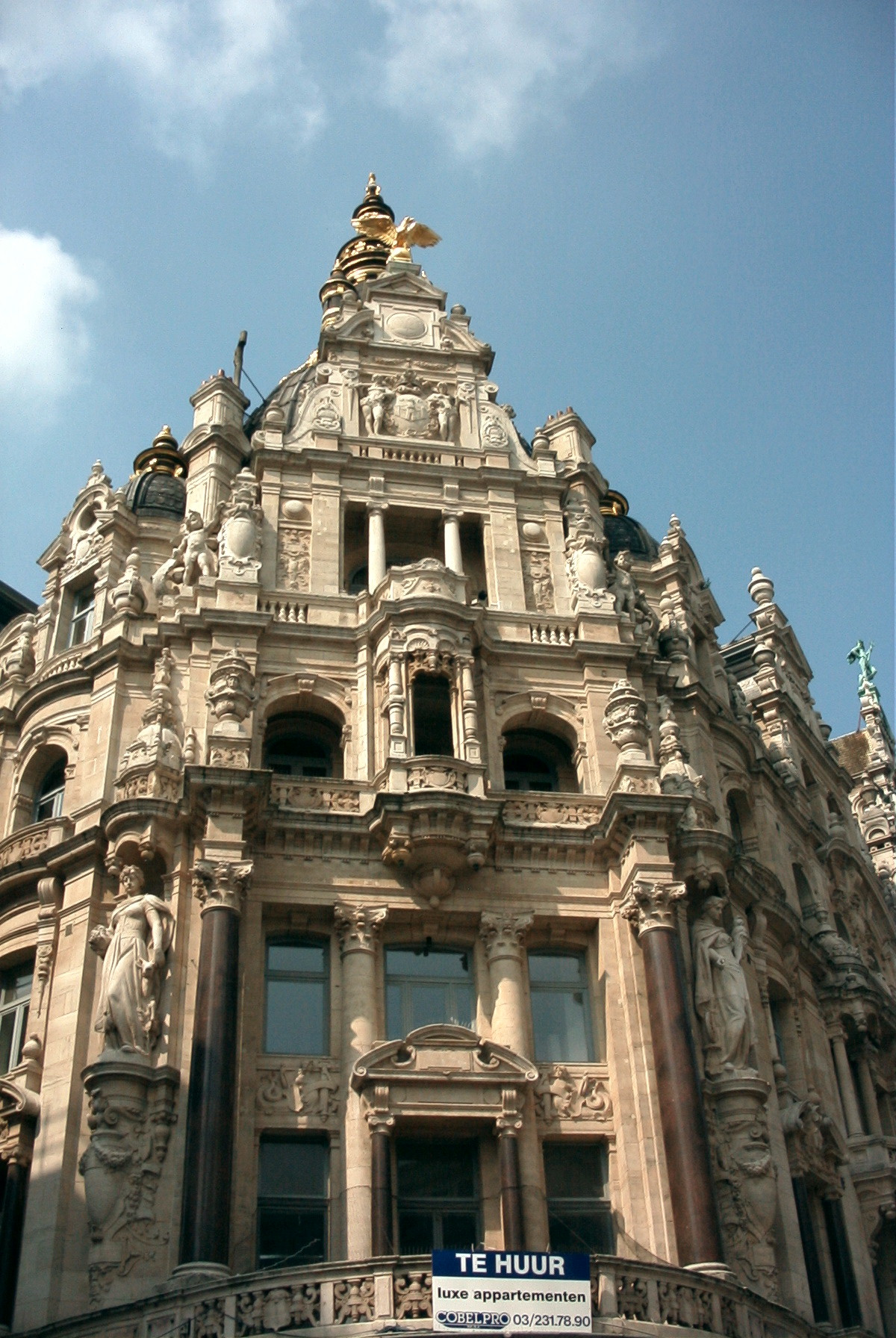
Antwerpeni homlokzat

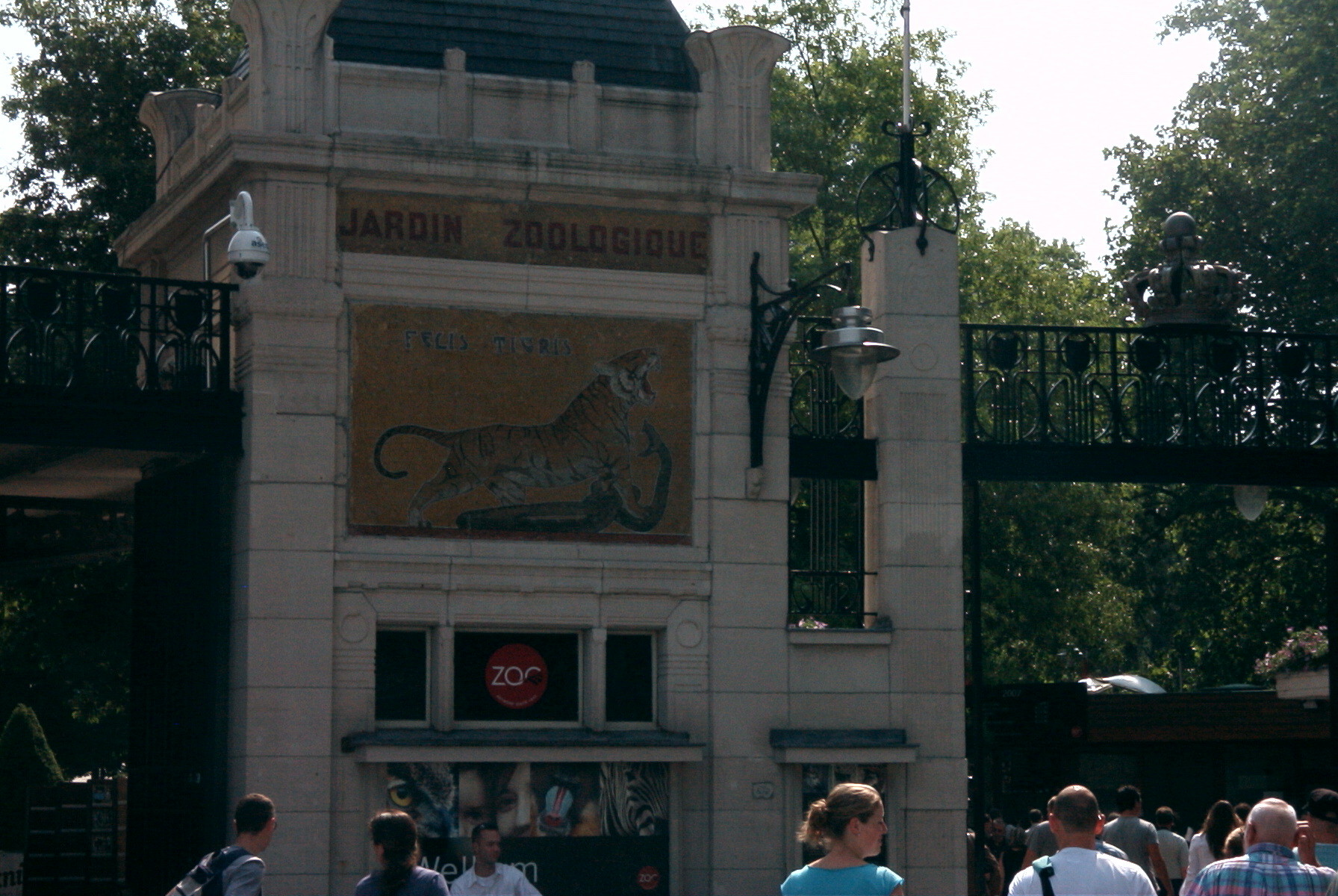
Az állatkert bejárat – Antwerpen

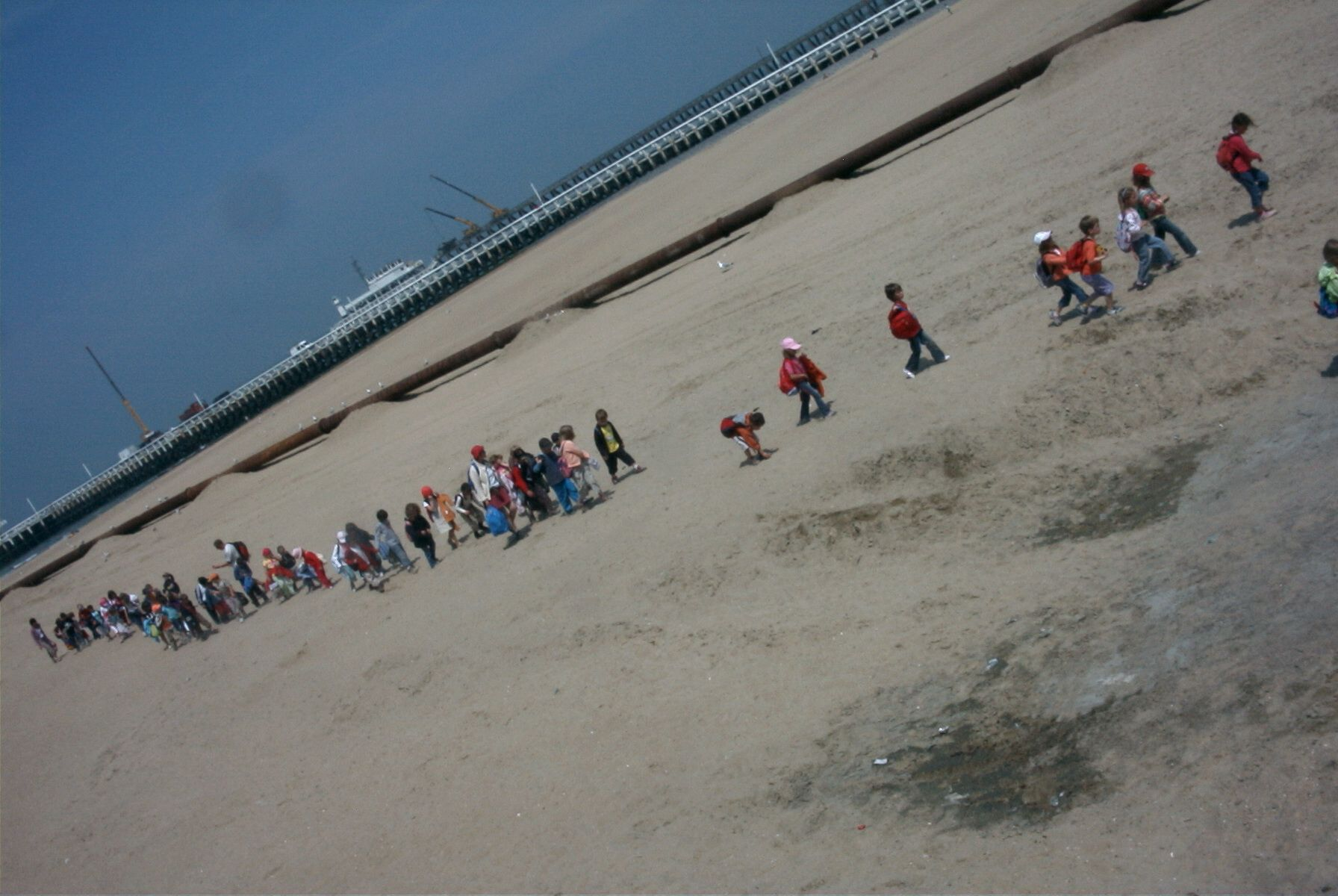
Gyermekkaraván a tengerparton – Oostende

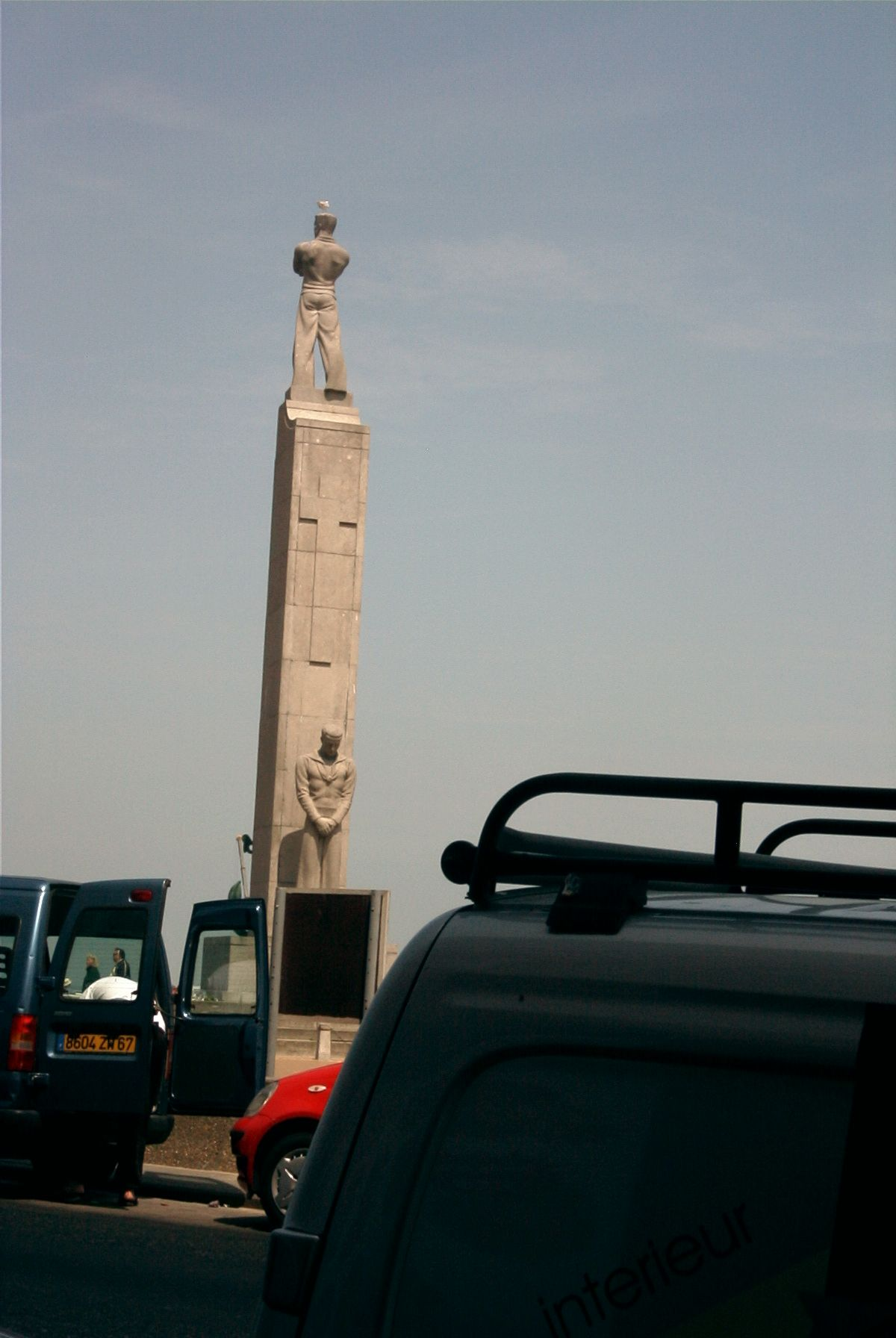
Tengerészek emlékműve – Oostende

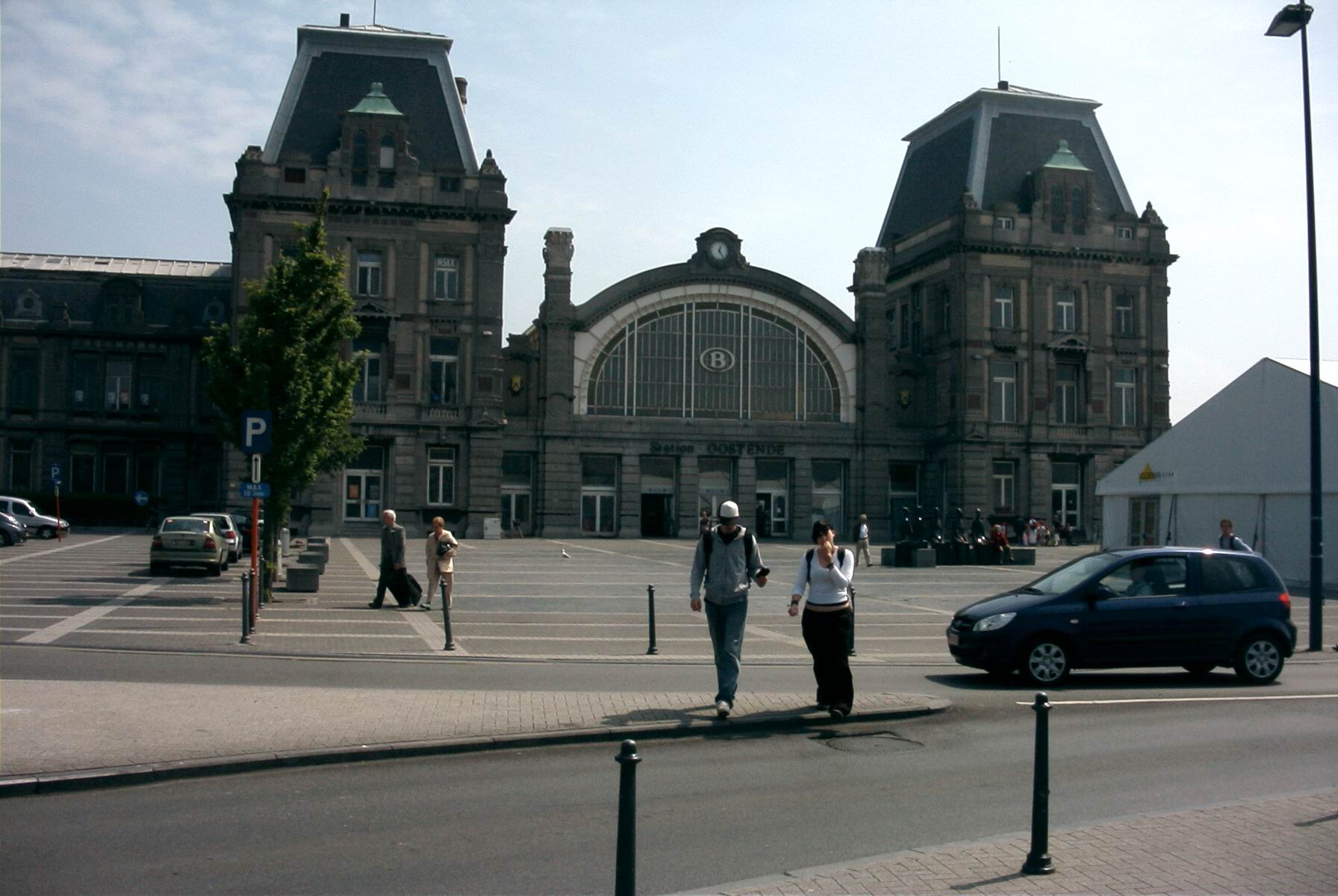
Az oostendei pályaudvar épülete

A Flamand régió 5 provinciából áll (308 településsel):
1. Antwerpen (Antwerpen)
2. Limburg (Limburg)
3. Kelet-Flandria (Oost-Vlaanderen)
4. Flamand-Brabant (Vlaams-Brabant)
5. Nyugat-Flandria (West-Vlaanderen)

Brüsszel Flandria része, de csak a flamand lakosság és helyi intézményeik részéről (melyek mind a Flamand mind a Brüsszeli Régióban élhetnek). Ugyancsak Flandria hivatalos fővárosa. A második világháborút követő évtizedek népességmozgásainak eredményeként Brüsszel lakossága túlnyomórészt – becslések szerint kb. 85-90% – francia anyanyelvű és kb. 10-15% a hollandul beszélők aránya.

## Városok
A régió legnagyobb városai a következők (2007-es lakosság-számokkal):
- Antwerpen – 466 484
- Gent – 234 602
- Brugge – 116 982
- Leuven – 95 232
- Mechelen – 78 480
- Aalst – 78 184
- Kortrijk – 73 376
- Oostende – 69 845
- Hasselt – 69 455
- Sint-niklaas – 69 277
- Genk – 64 071
- Roeselare – 56 797

## Nyelv
A hivatalos nyelv a holland, gyakran hivatkoznak rá a lakosok mint flamand nyelvre. A francia nyelv használható bizonyos adminisztratív célokra az úgynevezett nyelvi szolgáltatásokkal rendelkező törvényhatóságok egy részénél a Brüsszeli Fővárosi Régió körül és Vallónia határán.

## Hivatalos ünnepnap
A belgiumi flamand közösség minden év július 11-én ünnepli hivatalos ünnepnapját. Az 1970-es belga alkotmányreform eredményeként létrejött (akkori elnevezéssel) Holland Kulturális Közösség 1973-ban fogadta el az új közösség hivatalos zászlóját, himnuszát, és egyben meghatározta a közösség ünnepnapját.
1302. július 11-én Kortrijk közelében az egyesült flamand városok serege, a brugge-i városi milícia vezetésével, döntő vereséget mért IV. Fülöp francia király seregére. A gyalogos katonákból álló városi milíciák olyan súlyos veszteségeket okoztak a jórészt nemesi lovagokból álló francia seregnek, hogy az alig három órás ütközet után több mint 500 pár aranyozott sarkantyút gyűjtöttek össze a csatamezőről. Az „Arany Sarkantyúk Csatája” (hollandul: Guldensporenslag, franciául: Bataille des éperons d'or) eredményeként a flamand városok sikeresen elhárítottak a francia királyok északi terjeszkedési törekvéseit, és időlegesen megtarthatták függetlenségüket.

## Külső hivatkozások
- Flamand hivatalok
- Flandria on line
- Dag Vlaanderen
- Toerisme Vlaanderen
- Francia Flanders
- Frans-Vlaanderen
- http://noosphere.cc/flanders.html
- A flamand régió eléri a 6 milliós lélekszámot
- A belga szövetségi kormány portálja – Ünnepnapok